# Toll
Toll je gen a protein nalezený u octomilky. Tento gen kontroluje ustavení dorzoventrální osy v embryu octomilky. Dále hraje významnou roli v imunitním systému – kóduje totiž receptor, který reaguje na přítomnost cizorodých molekul. Je to transmembránový signalizační protein typu I, obsahující část LRR doménu bohatou na leucin. Homologem genu Toll u člověka je gen TRAF6. Tento protein také dal název skupině Toll-like receptorů, které se však ale vyskytují u savců včetně člověka.
Za tento objev a další pokroky na poli embryogeneze byli objevitelé Ch. Nüssleinová-Volhardová, Edward B. Lewis a Eric F. Wieschaus oceněni Nobelovou cenou za fyziologii a medicínu. Jméno tomuto genu dal spontánní výkřik jeho objevitelky Ch. Nüsslein-Volhardové, která údajně zvolala „Das war ja toll!“, tedy v překladu „To je super!“.